# رود سسترا
رود سسترا (Siestarjoki) یک رودخانه در استان لنینگراد کشور روسیه است.